# 虹 (Aqua Timezの曲)
「虹」（にじ）は、Aqua Timezの6枚目のシングルである。2008年5月8日発売。

## 概要
- 前作「小さな掌」以来、約半年ぶりのシングル。
- 多くのCDが発売される水曜日ではなく木曜日に発売された。
- 日本テレビ系ドラマ『ごくせん 第3シリーズ』の主題歌。前作の「小さな掌」に引き続きドラマ主題歌となっており、共通して主演は仲間由紀恵である。
- 2008年5月6日には日本テレビ系の『ズームイン!!SUPER』に生出演し、同曲を披露した。
- オリコンチャートでの初動売上と初登場順位、年間順位は共に自己最高を記録。累計売上は「ALONES」以来2作振りに10万枚を突破、自身のシングルでは「決意の朝に」に次いで2番目の売上となっている。
- 5月6日から配信開始された着うたフルは初日で5万ダウンロードを記録し、5日間で30万ダウンロードを突破。これはソニー・ミュージックエンタテインメント系アーティストの楽曲では、当時の最速記録となった。配信トータル200万ダウンロードを記録した。
- キャッチフレーズは、「大丈夫な理由なんて一つもない、いま必要なのは理由じゃない。」。
- 初回仕様には特典として、「ごくせん×Aqua Timez」のステッカーが封入された。

## 収録曲
1. 虹 [5:40]（作詞・作曲：太志）
「苦しみを乗り越えると喜びが必ず待っている」というメッセージが込められている。
太志曰く、「ライブで盛り上がる様な曲が作りたかった」。
曲中にはハンドクラップが入っている（TASSHIが発案）。
2. 優しい記憶〜evalasting II〜 [5:31]（作詞・作曲：太志）
家族の中で受け継がれていく“絆”がテーマとなった曲。リリース直前に太志が追加した曲。
当初は太志以外のメンバー全員が打ち込みでやろうと言ったが、太志の熱意に折れ、楽器で演奏をしている。
3. ほんとはね [5:07] （2008年2月9日に配信限定シングルとしてリリースされた曲）（作詞・作曲：太志）
「本当は好きなんだ でもその思いが伝えられない」と言う主人公の気持ちを歌った曲。思いを伝える事の大切さを伝えている一曲。
4. No Live, No Life [3:25]（作詞：太志　作曲：Aqua Timez）
優しくてポップな3曲に対して、暗黒なラップ調の曲。太志曰く「やんちゃな音のなかで、口をついて出てきたラップ」。
5. 虹-Instrumental- [5:38]

編曲：Aqua Timez（全曲）

## カバー
- 山崎育三郎（2017年、アルバム『1936 〜your songs II〜』に収録）